# Brachystelma dimorphum
Brachystelma dimorphum är en oleanderväxtart som beskrevs av Robert Allen Dyer. Brachystelma dimorphum ingår i släktet Brachystelma och familjen oleanderväxter. Inga underarter finns listade i Catalogue of Life.